# Oscar Piris
Oscar Piris (Formosa, 6 giugno 1989) è un calciatore argentino, difensore del Monagas.

## Caratteristiche tecniche
È un difensore centrale.

## Carriera
Dopo aver militato nelle serie inferiori del campionato argentino, raggiungendo come massimo livello la seconda divisione con la maglia del Mitre (SdE), il 19 luglio 2018 è approdato in Europa firmando con l'Arsenal Kiev. Poco impiegato dal club ucraino, nel gennaio seguente ha abbandonato il club dopo sole 7 presenze per firmare con gli uruguaiani del Torque.

## Palmarès
- Segunda División Profesional de Uruguay: 1

Torque: 2019